# Rheina
Rheina is een geslacht van kreeftachtigen uit de klasse van de Ostracoda (mosselkreeftjes).

## Soorten
- Rheina prex Kornicker, 1989
- Rheina relax Kornicker in Kornicker & Poore, 1996